# Homoki küllő
A homoki küllő (Romanogobio kesslerii) a sugarasúszójú halak (Actinopterygii) osztályának pontyalakúak (Cypriniformes) rendjébe, ezen belül a pontyfélék (Cyprinidae) családjába tartozó védett faj.
A Romanogobio halnem típusfaja.
A Duna vízrendszerének nagy természeti értéket hordozó, de gazdasági szempontból jelentéktelen halfaja. Egyre gyérülő állománya Magyarországon még helyenként jelentős előfordulással bír, azonban védelme ennek ellenére is indokolt.

## Előfordulása
A faj a Duna középső és alsó szakaszának mellékfolyóiban él. Magyarországon helyenként gyakori is lehet és megtalálható Délnyugat-Oroszországban és a lengyelországi Visztula felső szakaszán.

### Hasonló fajok
Közeli rokonaival a fenékjáró küllővel, a halványfoltú küllővel és a felpillantó küllővel téveszthető össze legkönnyebben. Az 1980-as évekig Magyarországon előkerült példányait például felpillantó küllőnek vélték. A fenékjáró küllőt erősen pettyezett hát- és farokúszója, valamint magas faroknyele különbözteti meg. A halványfoltú küllő háta és faroknyele is magasabb, emellett a hátúszójában rendszerint csak 7 osztott sugár van. A felpillantó küllő hátúszójában is csak 7 elágazó sugár van, végbélnyílása pedig inkább az anális úszó kezdetéhez esik közelebb, mint a hasúszók tövéhez. Az alak és szájforma tekintetében ugyancsak hasonló a márna és a petényi-márna, de őket két pár bajuszuk jól megkülönbözteti a csupán egy pár bajuszt viselő küllőktől.

## Megjelenése
Testformája hosszúkás, hengeres, nem annyira magas, mint inkább széles. Testhossza 10-12 centiméter, legfeljebb 13 centiméter. Feje közepesen nagy, orra tompán lekerekített, 40-43 nagy pikkelye van az oldalvonala mentén. Az oldalvonal és a hasúszók tövi része között 3-4 pikkelysor található. Az oldalvonal mentén sorban 6-10, leggyakrabban 8 sötét folt van. A hátúszó közepes hosszúságú, kezdete a hasúszók tövével egy vonalban vagy kissé előbbre helyezkedik el. A farok alatti úszó rövid és magas. A faroknyél hosszú, alacsony, hengeres, magassága és szélessége csaknem azonos. A farokúszó hosszú, erősen kivágott. Szája alsó állású, húsos ajak veszi körül és a felső állkapocs hátulsó peremén mindkét oldalon egy-egy bajuszszál található. A torokrész és a mell pikkelytelen és ennek nagysága alapján több alfaját írták le.

## Életmódja
Jellegzetes élőhelyei elsősorban a domb- és síkvidéki folyók homokos, kavicsos szakaszai, de előfordul a hegyvidéki zóna patakjaiban is. Apró termetű rajhal, amely a gyors sodrású, oxigéndús vizeket kedveli. A mederfenéken tartózkodik, ahol tápláléka a talaj algaszövedéke, apró férgek, rovarlárvák és planktonrákok.
Legfeljebb 5 évig él.

## Szaporodása
Ivarérettségét a harmadik életévében éri el, ívási időszaka áprilistól júniusig tart. Viszonylag kevés ikrát érlel, melyet íváskor elsősorban a folyók márnazónájának nem túl gyors sodrású részein, a homokos-sóderes mederfenékre rak.